# Marek Jagodziński (duchowny)
Marek Wiesław Jagodziński (ur. 29 stycznia 1956 w Klimontowie Sandomierskim, zm. 21 kwietnia 2025 w Końskich) – polski duchowny katolicki, profesor nauk teologicznych, profesor nadzwyczajny w Katedrze Teologii Prawosławnej Instytutu Ekumenicznego Katolickiego Uniwersytetu Lubelskiego Jana Pawła II.

## Życiorys
W 1982 ukończył studia w Wyższym Seminarium Duchownym w Sandomierzu z tytułem magistra teologii na Katolickim Uniwersytecie Lubelskim i przyjął 22 maja 1982 święcenia kapłańskie. W 2000 uzyskał licencjat. Doktorat obronił w 2001. Habilitował się w 2009. W 2016 otrzymał tytuł naukowy profesora nauk teologicznych.
Specjalizował się w teologii dogmatycznej. Pełnił funkcje: sekretarza i skarbnika Towarzystwa Teologów Dogmatyków (od 2014), a także kierownika Oddziału Radomskiego Polskiego Towarzystwa Teologicznego (również od 2014). Był pełniącym obowiązki dyrektora Instytutu Teologicznego UKSW w Radomiu oraz członkiem Senatu UKSW. 
W 2021 papież Franciszek mianował go członkiem Międzynarodowej Komisji Teologicznej działającej przy watykańskiej Kongregacji Nauki Wiary. 

## Autorskie publikacje monograficzne
- Communio dzięki komunikacji : teologiczny wymiar teorii komunikatywnego działania w eklezjologii Medarda Kehla SJ (2002)
- Sakramenty w służbie Communio : studium teologiczno-komunikacyjne (2008)
- Komunijna wizja Kościoła według Medarda Kehla SJ (2009)
- Eklezjalne kształty komunii (2012)
- Misje : teologia, historia, rzeczywistość (2013)
- Węzłowe zagadnienia chrystologii komunijnej (2013)
- Antropologia komunijna (2015)
- Trynitarno-komunijna teologia stworzenia (2016)
- Eschatologia dzisiaj (2018)
- Zarys mariologii komunijnej (2019)
- Eschatologia w perspektywie komunii (2020)
- Trynitologia komunijna (2021)
- Kościół komunii (2022)
- The Holy Spirit of Communion. A Study in Pneumatology and Ecclesiology (2023)
- God, Man and World. Creation and Ecology in the Perspective of Communion (2025)